# 贝尔堡
贝尔堡（法語：Beire-le-Fort，法語發音：[bɛʁ lə fɔʁ]）是法国科多尔省的一个市镇，位于该省东部，属于第戎区。

## 地理
贝尔堡（47°13'51"N, 5°15'17"E）面积5.27 平方千米，位于法国勃艮第-弗朗什-孔泰大區科多尔省，该省份为法国中东部省份，北起奥布省，西接涅夫勒省和约讷省，南至索恩-卢瓦尔省，东南接汝拉省，东临上索恩省，东北部与上马恩省接壤。
与贝尔堡接壤的市镇（或旧市镇、城区）包括：隆尚、让利斯、拉贝热芒富瓦涅、隆若-普吕沃、科隆日和普勒米耶尔。
贝尔堡的时区为UTC+01:00、UTC+02:00（夏令时）。

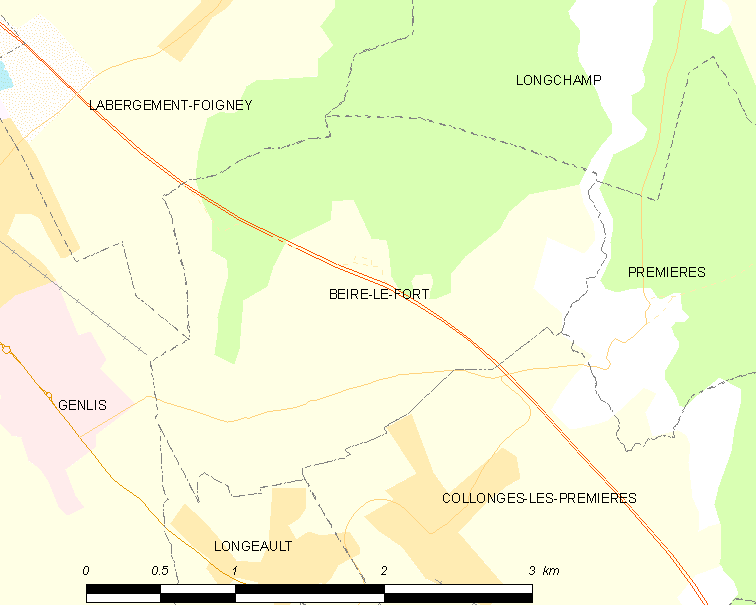
贝尔堡的OSM定位图

## 行政
贝尔堡的邮政编码为21110，INSEE市镇编码为21057。

## 政治
贝尔堡所属的省级选区为让利斯县。

## 人口

1962-2008年间贝尔堡人口变化图示

贝尔堡于2022年1月1日时的人口数量为343人。